# ماردي كولينز
ماردي كولينز (بالإنجليزية: Mardy Collins)‏ مواليد 4 أغسطس 1984 في فيلادلفيا، هو لاعب كرة سلة أمريكي بدأ مسيرته الاحترافية في سنة 2006 حيث تم اختياره من قبل فريق نيويورك نيكس خلال الدرافت يلعب مع فريق ستراسبورغ أي جي ويحمل الرقم 1. يبلغ طوله 6 قدم 6 بوصة (2.0 م).

## فرق لعب لها
- نيويورك نيكس
- لوس أنجلوس كليبرز
- جيانغسو دراجونز
- نادي أولمبياكوس لكرة السلة

## إحصائيات المسيرة

### الرابطة الوطنية لكرة السلة

#### الموسم الاعتيادي
| السنة   | الفريق            | لعب | بدأ | دقيقة | ميداني% | ثلاثية | حرة  | ارتداد | صنع | استلاب | تصدي | نقطة |
| ------- | ----------------- | --- | --- | ----- | ------- | ------ | ---- | ------ | --- | ------ | ---- | ---- |
| 2006–07 | نيويورك نيكس      | 52  | 9   | 14.9  | .382    | .277   | .585 | 2.0    | 1.6 | .6     | .1   | 4.5  |
| 2007–08 | نيويورك نيكس      | 46  | 8   | 13.8  | .326    | .250   | .605 | 1.6    | 1.9 | .5     | .2   | 3.2  |
| 2008–09 | نيويورك نيكس      | 9   | 0   | 8.3   | .348    | .000   | .444 | .9     | 1.1 | .2     | .0   | 2.2  |
| 2008–09 | لوس أنجلوس كليبرز | 39  | 14  | 20.9  | .433    | .464   | .649 | 2.5    | 2.6 | .7     | .3   | 5.9  |
| 2009–10 | لوس أنجلوس كليبرز | 43  | 0   | 10.9  | .367    | .235   | .619 | 1.2    | 1.0 | .5     | .0   | 2.6  |
| المسيرة |                   | 189 | 31  | 14.7  | .380    | .299   | .599 | 1.8    | 1.7 | .6     | .1   | 3.9  |

## روابط خارجية
- ماردي كولينز على موقع الاتحاد الدولي لكرة السلة (الإنجليزية)
- ماردي كولينز على موقع الدوري الأوروبي لكرة السلة (الإنجليزية)
- ماردي كولينز على موقع إن بي أي (الإنجليزية)
- ماردي كولينز على موقع سبورتس رفرنس (الإنجليزية)
- ماردي كولينز على موقع كرة السلة الأوروبية.كوم (الإنجليزية)
- ماردي كولينز على موقع DraftExpress.com (الإنجليزية)
- ماردي كولينز على موقع كلية كرة السلة في سبورتس رفرنس.كوم (الإنجليزية)
- ماردي كولينز على موقع ريلجم (الإنجليزية)
- ماردي كولينز على موقع بروبوليرز (الإنجليزية)
- ماردي كولينز على موقع سبورتس رفرنس (الإنجليزية)